# Jim Fox
Jim Fox (24 de agosto de 1947) é um músico americano, mais conhecido como baterista e organista da banda de rock James Gang. Responsável por batizar o grupo, é um de seus membros fundadores e o único a participar das várias encarnações do James Gang.
Além de seu trabalho na música, é um ávido colecionador de placas de carro, trabalhando nos escritórios da Associação de Colecionadores de Placas de Automóveis dos Estados Unidos e editando um dos livros mais importantes do gênero, License Plates of the United States.